# نولان بيروي
نولان بيروفي (الاسم العلمي:Nolana peruviana) هو نوع نباتي يتبع جنس النولان من فصيلة الباذنجانية.